# Peradèctids
Els peradèctids (Peradectidae) són una família extinta de mamífers que visqueren entre el Cretaci i el Miocè. Se n'han trobat restes fòssils a les Amèriques. Estaven emparentats amb els opòssums d'avui en dia.